# Toda-de-bico-fino
A toda-de-bico-fino (Todus angustirostris) é uma espécie de ave da família das todas. É endêmica da República Dominicana e Haiti.
Os seus habitats naturais são: regiões subtropicais ou tropicais húmidas de alta altitude e florestas secundárias altamente degradadas.